# Passiflora holosericea
Passiflora holosericea je biljka iz porodice Passifloraceae. To je je višegodišnja biljka penjačica koja se viticama pričvršćuje za okolno raslinje. Biljka se bere iz divljine za lokalnu upotrebu kao čaj.